# Трудовое (Красногвардейский район)
Трудово́е (до 1948 года Башлыча́; укр. Трудове, крымскотат. Başlıça, Башлыча) — исчезнувшее село в Красногвардейском районе Республики Крым, располагавшееся в центре района, в степной части Крыма, включённое в состав Марьяновки, сейчас — южная часть села.

## История
Первое документальное упоминание села встречается в Камеральном Описании Крыма… 1784 года, судя по которому, в последний период Крымского ханства Башлыдже входил в Ташлынский кадылык Акмечетского каймаканства. После присоединения Крыма к России (8) 19 апреля 1783 года, (8) 19 февраля 1784 года, именным указом Екатерины II сенату, на территории бывшего Крымского Ханства была образована Таврическая область и деревня была приписана к Перекопскому уезду. После Павловских реформ, с 1796 по 1802 год, входила в Акмечетский уезд Новороссийской губернии. По новому административному делению, после создания 8 (20) октября 1802 года Таврической губернии, Бошлыча была включена в состав Кокчора-Киятской волости Перекопского уезда.
По Ведомости о всех селениях в Перекопском уезде состоящих с показанием в которой волости сколько числом дворов и душ… от 21 октября 1805 года в деревне Башлич числилось 20 дворов, 109 крымских татар и 15 цыган. На военно-топографической карте генерал-майора Мухина 1817 года деревня Баслише обозначена с 25 дворами. После реформы волостного деления 1829 года Бошлыча, согласно «Ведомости о казённых волостях Таврической губернии 1829 года», осталась в составе Кокчора-Киятской волости. На карте 1836 года в деревне 18 дворов. Затем, видимо, вследствие эмиграции крымских татар в Турцию, деревня опустела и на карте 1842 года обозначена условным знаком «малая деревня», то есть, менее 5 дворов.
В 1860-х годах, после земской реформы Александра II, деревню приписали к Григорьевской волости того же уезда. Согласно «Памятной книжке Таврической губернии за 1867 год» Башлыча, вследствие эмиграции крымских татар, особенно массовой после Крымской войны 1853—1856 годов, в Турцию, опустела и оставалась в развалинах.
Вновь название Башлыча встречается в «…Памятной книжке Таврической губернии на 1900 год», согласно которой в деревне, приписанной после земской реформы 1890 года к Тотанайской волости, числилось 88 жителей в 15 домохозяйствах. Видимо, поселенцы были крымские немцы меннониты, поскольку в дальнейшем они фигурируют в энциклопедическом словаре «Немцы России». Согласно словарю, деревня принадлежала Мартенсу А. П. и Шредеру и основана была до 1890 года ещё в составе Эйгенфельдской волости. К 1911 году население составило 210 человек. По Статистическому справочнику Таврической губернии. Ч.II-я. Статистический очерк, выпуск пятый Перекопский уезд, 1915 год, в деревне Башлыча (Альбертины Петровны Мартенс, бывшей Шредер) Тотанайской волости Перекопского уезда числилось 26 дворов (1 двор с землёй, 25 — безземельные) с немецким населением в количестве 13 человек приписных жителей и 157 «посторонних», из которых 86 мужчин и 84 женщины. Жители землёй не владели, но за селением числилось 1610 десятин земли. В хозяйствах имелось 151 лошадь, 63 коровы и 65 голов мелкого скота.
После установления в Крыму Советской власти и учреждения 18 октября 1921 года Крымской АССР, в составе Джанкойского уезда был образован Курманский район, в состав которого включили село. В 1922 году уезды получили название округов. 11 октября 1923 года, согласно постановлению ВЦИК, в административное деление Крымской АССР были внесены изменения, в результате которых был ликвидирован Курманский район и село включили в состав Джанкойского. Согласно Списку населённых пунктов Крымской АССР по Всесоюзной переписи 17 декабря 1926 года, в селе Башлыча, Даниловского сельсовета Джанкойского района, числилось 39 дворов, все крестьянские, население составляло 211 человек, из них 209 немцев, 1 русский, 1 записан в графе «прочие», действовала немецкая школа. Постановлением ВЦИК «О реорганизации сети районов Крымской АССР» от 30 октября 1930 года, был создан Биюк-Онларский район, как немецкий национальный, в который включили село; в том же году в Маре образованы колхозы им. Куйбышева и им. Толбухина Постановлением Президиума КрымЦИКа «Об образовании новой административной территориальной сети Крымской АССР» от 26 января 1935 года был создан немецкий национальный (лишённый статуса национального постановлением Оргбюро ЦК КПСС от 20 февраля 1939 года) Тельманский район (с 14 декабря 1944 года — Красногвардейский) и село, с населением 208 человек, включили в его состав. Вскоре после начала Великой Отечественной войны, 18 августа 1941 года крымские немцы были выселены, сначала в Ставропольский край, а затем в Сибирь и северный Казахстан.
После освобождения Крыма от фашистов, 12 августа 1944 года было принято постановление № ГОКО-6372с «О переселении колхозников в районы Крыма», по которому в район из Винницкой и Киевской областей переселялись семьи колхозников. С 25 июня 1946 года селение в составе Крымской области РСФСР. Указом Президиума Верховного Совета РСФСР от 18 мая 1948 года, Башлыча (или Бузлачи) переименовали в деревню Трудовая. 26 апреля 1954 года Крымская область была передана из состава РСФСР в состав УССР. Время включения в Даниловский сельсовет пока не установлено: на 15 июня 1960 года село уже числилось в его составе. К 1968 году включено в состав Марьяновки (согласно справочнику «Крымская область. Административно-территориальное деление на 1 января 1968 года» — в период с 1954 по 1968 год).

### Динамика численности населения
| - 1805 год — 124 чел. - 1900 год — 88 чел. - 1911 год — 210 чел. | - 1915 год — 13/157 чел. - 1926 год — 211 чел. - 1935 год — 208 чел. |